# Berea (Carolina del Sud)
Berea è un census-designated place (CDP) degli Stati Uniti d'America, situato in Carolina del Sud, nella contea di Greenville. La popolazione era di 15 578 abitanti al censimento del 2020.